# 1957 في رومانيا
فيما يلي قوائم الأحداث التي وقعت خلال عام 1957 في رومانيا.

## رياضة
- 3 يوليو – دوري الدرجة الأولى الروماني 1957–58 الفائز نادي بترولول بلويشتي.

## مواليد

### فبراير
- 13 فبراير – لوتشيان كرواتورو عالم اقتصاد روماني.

### مارس
- 3 مارس – فاسيلي أوبريا لاعب كرة يد روماني.

### أبريل
- 19 أبريل – فالنتين سيلاغي ملاكم روماني.
- 27 أبريل – جورجيتش دونيتشي ملاكم روماني.
- 28 أبريل – تيودور قربان ممثل روماني.

### مايو
- 21 مايو – دانيال باربو

### يونيو
- 5 يونيو – ماريوس ستانكيفيسيوس لاعب كرة قدم روماني.

### أكتوبر
- 3 أكتوبر – هانا منير بروفيسورة رومانية.
- 22 أكتوبر – دوميترو سيبر ملاكم روماني.

### ديسمبر
- 18 ديسمبر – بيلا ناغي لاعب هوكي جليد روماني.

## وفيات

### مارس
- 15 مارس – رودولف كاستنر (مواليد 1906) محام مجري.
- 16 مارس – كونستانتين برانكوشي (مواليد 1876)

### مايو
- 14 مايو – كاميل بيتريسكو (مواليد 1894)